# رابرت برگلند
رابرت برگلند (انگلیسی: Robert Bergland; ۲۲ ژوئیهٔ ۱۹۲۸ – ۹ دسامبر ۲۰۱۸) سیاستمدار اهل ایالات متحده آمریکا بود. برگلند به عنوان عضو مجلس نمایندگان ایالات متحده آمریکا از ایالت مینه‌سوتا از حوزه انتخابیه منطقه هفتم انتخاب شد و خدمت کرد. او از سال ۱۹۷۱ تا ۱۹۷۷ در سمت وزیر کشاورزی ایالات متحده آمریکا عهده‌دار مسئولیت بود و از ۱۹۷۷ تا ۱۹۸۱ در خدمت رئیس‌جمهور جیمی کارتر خدمت کرد.

## زندگی‌نامه
برگلند در نزدیکی روسو، مینه‌سوتا متولد شد، پسر می بل (اوانز) و سلمر بنت برگلند، که یک گاراژ مکانیکی داشتند. او به مدت دوسال در دانشگاه مینه‌سوتا در رشته کشاورزی تحصیل کرد. برگلند به عنوان یک کشاورز از سال ۱۹۶۳ تا ۱۹۶۸ در سمت یک مقام رسمی در وزارت کشاورزی ایالات متحده آمریکا خدمت کرد.

## مناصب

### نماینده ایالات متحده از مینه سوتا
برگلند عضو هیئت مجلس نمایندگان ایالات متحده آمریکا بود و از ۱۹۷۱تا ۱۹۷۷به عنوان عضو حزب دموکرات و یک کشاورز وارد مجلس شد و در سال ۱۹۷۰ با شکست دادن اوین لینگن، از حزب جمهوریخواه (ایالت متحده آمریکا) کرسی نمایندگی را به دست آورد. او در۹۲، ۹۳، ۹۴و ۹۵مین دوره کنگره انتخاب شد. وی در کنگره، در کمیته‌های کشاورزی برای حفظ و اعتبار، و دام، دانه، لبنیات و مرغ خدمت کرد.

### وزیر کشاورزی ایالات متحده
در سال ۱۹۷۷، برگلند مدت کوتاهی پس از شروع دوره جدید ریاست جمهوری از سمت خود در کنگره ایالات متحده آمریکا استعفا داد و توسط رئیس‌جمهور ایالات متحده آمریکا جیمی کارتر به سمت وزیر کشاورزی ایالات متحده آمریکا منصوب شد و از ۲۳ ژانویه ۱۹۷۷تا ۲۰ ژانویه ۱۹۸۱خدمت کرد.

### زندگی حرفه‌ای پس از کشاورزی
پس از پایان دوره ریاست‌جمهوری جیمی کارتر در سال ۱۹۸۱، برگلند تا سال ۱۹۸۲، در سمت معاون رئیس و مدیر کل انجمن تعاونی برق ملی، همچنین رئیس بخش تجارت جهانی زمین کشاورزی خدمت کرد. طی این زمان، برگلند لابی‌گری تجارت تعاونی برق را بر روی سازمان‌های نظارتی در دو کنگره مجلس نمایندگان و مجلس سنای ایالات متحده آمریکا عهده‌دار بود.

## زندگی شخصی
او با هلن الین گران در سال ۱۹۵۰ازدواج کرد. آنها هفت فرزند داشتند. برگلند در تاریخ ۹ دسامبر سال ۲۰۱۸در خانه سالمندان در روسو در سن ۹۰سالگی درگذشت.